# رالي الأرجنتين 2019
رالي الأرجنتين 2019 هو سباق رالي أقيم في الفترة من 25 إلى 28 أبريل 2019 في فيلا كارلوس باز، الأرجنتين. تكون الرالي من 18 مرحلة. فاز نوفيل تييري ببطولة السائقين.

## وصلات خارجية
- (بالإسبانية)
- رالي الأرجنتين  [لغات أخرى]‏ 2019 في e-wrc website
- الموقع الرسمي ل بطولة العالم للراليات

| السابق: رالي كورسيكا 2019    | بطولة العالم للراليات 2019 | التالي: رالي تشيلي 2019     |
| السابق: 2018 رالي الأرجنتين ‏ | 2019 Rally Argentina       | التالي: رالي الأرجنتين 2020 |